# Ne partez pas sans moi
Ne partez pas sans moi – utwór kanadyjskiej piosenkarki Céline Dion napisany przez Atillę Şereftuğa i Nellę Martinetti i wydany jako singiel w 1988 roku. Utwór został umieszczony na ósmej francuskojęzycznej płycie studyjnej artystki zatytułowanej Incognito z 1987 roku oraz na jej piątym albumie kompilacyjnym zatytułowanym The Best of Celine Dion z czerwca 1988 roku.
W 1988 roku utwór reprezentował Szwajcarię w 33. Konkursie Piosenki Eurowizji organizowanym w Dublinie. 30 kwietnia został zaprezentowany przez Dion jako dziewiąty w kolejności w finale widowiska i zajął w nim ostatecznie pierwsze miejsce ze 137 punktami na koncie, w tym m.in. z maksymalnymi notami 12 punktów z Niemiec, Portugalii i Szwecji.
Singiel uzyskał wynik ponad 200 tys. sprzedanych egzemplarzy w ciągu dwóch dni po wygranej w Konkursie Piosenki Eurowizji. Łącznie sprzedano ponad 300 tys. sztuk singla.
Oprócz francuskojęzycznej wersji singla, piosenkarka nagrała piosenkę także w języku niemieckim – „Hand in Hand”.

## Lista utworów
CD single (Europa)
1. „Ne partez pas sans moi” – 3:07
2. „Ne partez pas sans moi” (Instrumental-Version) – 3:07

CD single (Niemcy)
1. „Hand in Hand” – 3:08
2. „Hand in Hand” (Instrumental-Version) – 3:07

## Notowania na listach przebojów
| Kraj       | Lista (1988)             | Miejsce |
| ---------- | ------------------------ | ------- |
| Szwajcaria | Single Top 75            | 11      |
| Belgia     | Single Top 40 (Flandria) | 12      |
| Francja    | Single Top 100           | 36      |
| Holandia   | Single Top 100           | 42      |